# Lijst van nationale parken in Eritrea
Hieronder volgt een lijst van nationale parken in Eritrea.
| Nationaal park                | Stichtingsjaar | Oppervlakte (km2) | Foto |
| ----------------------------- | -------------- | ----------------- | ---- |
| Nationaal park Semenawi Bahri |                |                   |      |
| Nationaal park Dahlak         |                |                   |      |